# Cansei de Ser Sexy (album)
Pour les articles homonymes, voir CSS.
Albums de Cansei de Ser Sexy / CSS
Donkey
Cansei de Ser Sexy est le premier album du groupe brésilien Cansei de Ser Sexy.

## Titres
1. Css Suxxx
2. Patins
3. Alala
4. Let's Make Love And Listen to Death from Above
5. Art Bitch
6. Fuck Off Is Not the Only Thing You Have to Show
7. Meeting Paris Hilton
8. Off the Hook
9. Alcohol
10. Music Is My Boyfriend
11. This Month, Day 10